# Andrena eversmanni
Andrena eversmanni är en biart som beskrevs av Radoszkowski 1867. Andrena eversmanni ingår i släktet sandbin, och familjen grävbin. Inga underarter finns listade i Catalogue of Life.